# Salinas, California
Salinas este un oraș și sediul comitatului Monterey, statul  California,  Statele Unite ale Americii.

## Personalități născute aici
- Cain Velasquez (n. 1982), wrestler.

1. ↑   https://www.cacities.org/Resources-Documents/Resources-Section/Charter-Cities/Charter_Cities-List, accesat în 7 aprilie 2020 Lipsește sau este vid: |title= (ajutor)
2. ↑   https://www.ci.salinas.ca.us/our-government/city-council/mayor-0, accesat în 11 mai 2022 Lipsește sau este vid: |title= (ajutor)
3. ↑  Recensământul Statelor Unite ale Americii din 2010, accesat în 9 iulie 2020